# Titanic (film, 1943)
Titanic  är en tysk propagandafilm från 1943 i regi av Werner Klingler och Herbert Selpin. I huvudrollerna ses Sybille Schmitz och Hans Nielsen.

## Handling
Titanic var det största fartyget och vida ansedd som osänkbar. I inledningen av filmen får aktieägarna i White Star Line trots det veta att deras aktier rasar i värde. Bruce Ismay lovar att göra något åt detta, han tänker slå världsrekord i hastighet och på så vis höja värdet på aktierna igen.
Kapitalism och börshandel spelar en stor roll genom hela filmen. Filmens hjälte är den fiktiva tyske förste officeren och idealisten Petersen som ber de snobbiga ägarna av Titanic att sänka hastigheten, men de vägrar och Titanic krockar därmed med isberget och sjunker.
Även passagerarna i första klass är snobbiga och osympatiska medan de tyska passagerarna är modiga och sympatiska. Petersen räddar flera passagerare, bland annat en liten flicka som lämnats av sin kyliga kapitalistiska mamma.
Filmen avslutas med förhören som hölls efter katastrofen, där Petersen vittnar emot Bruce Ismay, och dömer ut hans handlingar men Ismay frias ändå. Epilogen slår fast att "1 500 människors död förblir utan gottgörelse, för evigt ett bevis på Storbritanniens ändlösa jakt på rikedom."

## Om filmen
Filmen är en av de minst kända filmversionerna om fartyget Titanics förlisning, vars historia enbart utgör en bakgrund, där händelser och karaktärer anpassats för att passa filmens syften. Den var en av Nazitysklands dyraste filmproduktioner, och tänkt som ett propagandanummer mot motståndarna Storbritannien. Inspelningen var kaotisk och efter att öppet ha kritiserat tyska armén greps regissören Herbert Selpin av Gestapo och ersattes av Klingler. Filmen riktar sig mot en dekadent brittisk överklass som i cynisk aktiespekulation spelar med passagerarnas liv som insats.
Inspelningen gjordes på lyxkryssaren Cap Arcona samt i studior i Johannisthal. Senare blev den känd som fraktfartyget som under en transport av koncentrationslägersfångar sänktes, varefter överlevande fångar sköts av tyska soldater när de simmade i land.
I samband med en bombräd dagen före premiären träffades byggnaden där filmen förvarades och premiären fick skjutas upp, samtidigt som Goebbels förbjöd att filmen skulle få visas i Tyskland då han ansåg att det tyska folket sett tillräckligt med lidande utan att behöva se det på film. Till slut gick dock filmen upp på bioduken, i december 1943 premiärvisades den i Paris och ett antal andra ockuperade länder, men i slutändan förbjöd Goebbels att filmen även visades där och beordrade att alla kopior skulle förstöras.
1949 hittades dock en kopia som överlevt kriget; dess starka propagandistiska budskap gjorde det omöjligt att visa den i Tyskland och den bannlystes även i många andra länder. Filmens uttalat antikapitalistiska budskap gjorde den däremot till en succé i det kommunistiska Östeuropa åren efter andra världskrigets slut. I övrigt föll filmen i glömska, ibland visades den i tysk TV. Men 1992 gavs den ut på VHS i Tyskland i censurerad version, då man tagit bort de starkaste propagandascenerna. Slutligen 2005 restaurerades Titanic och gavs ut helt ocensurerad på en special edition DVD av Kino Video.
I rollen som Gloria ses den norska sångerskan Kirsten Heiberg, som likt Zarah Leander hade en karriär i Tredje riket, som "Femme fatale des Dritten Reiches".
Fyra klipp från filmen återanvändes i den brittiska filmen Titanics undergång (A Night to Remember) från 1958: två klipp när Titanic seglar dagtid på lugnt vatten och två korta klipp när maskinrummet svämmas över av vatten.

## Rollista i urval
- Sybille Schmitz - Sigrid Olinsky
- Hans Nielsen - Förste officer Petersen
- Kirsten Heiberg - Gloria
- E.F. Fürbringer - Sir Bruce Ismay
- Karl Schönböck - John Jacob Astor
- Charlotte Thiele - Lady Astor
- Otto Wernicke - Kapten Edward Smith
- Franz Schafheitlin - Hunderson
- Sepp Rist - Jan
- Monika Burg - Maniküre Heidi
- Jolly Bohnert - Marcia
- Fritz Böttger - Lord Douglas
- Hermann Brix - Kapellmästare Gruber
- Lieselott Klinger - Anne
- Theodor Loos - Privy Councillor Bergmann

## DVD
Filmen finns utgiven på DVD.